# Sufetula melanophthalma
Sufetula melanophthalma is een vlinder uit de familie van de grasmotten (Crambidae), uit de onderfamilie van de Lathrotelinae. De wetenschappelijke naam van deze soort is voor het eerst gepubliceerd in 1901 door E. Hering.
De soort komt voor in Sumatra (Indonesië).